# Чехословакия на зимних Олимпийских играх 1932
Чехословакия принимала участие в Зимних Олимпийских играх 1932 года в Лейк-Плесиде (США) в третий раз за свою историю, но не завоевала ни одной медали.

## Результаты соревнований

### Лыжное двоеборье
Спортсменов — 4
| Спортсмены        | Лыжная гонка | Лыжная гонка | Лыжная гонка | Прыжки с трамплина | Прыжки с трамплина | Прыжки с трамплина | Прыжки с трамплина | Итог   | Итог  |
| Спортсмены        | Лыжная гонка | Лыжная гонка | Лыжная гонка | 1 прыжок           | 2 прыжок           | Очки               | Место              | Итог   | Итог  |
| Спортсмены        | Время        | Очки         | Место        | Дистанция          | Дистанция          | Очки               | Место              | Очки   | Место |
| ----------------- | ------------ | ------------ | ------------ | ------------------ | ------------------ | ------------------ | ------------------ | ------ | ----- |
| Антонин Бартонь   | 1:33:39      | 208,50       | 6            | 47,5 м             | 45,5 м             | 188,60             | 19                 | 397,10 | 6     |
| Франтишек Шимунек | 1:39:58      | 178,50       | 14           | 50,0 м             | 51,5 м             | 196,80             | 15                 | 375,30 | 8     |
| Ян Цифка          | 1:38:24      | 186,20       | 11           | 43,0 м             | 49,0 м             | 181,20             | 23                 | 367,40 | 11    |
| Ярослав Файштауэр | 1:37:55      | 189,00       | 9            | 46,0 м             | 38,5 м             | 172,60             | 24                 | 361,60 | 13    |

### Лыжные гонки
Спортсменов — 5
| Соревнование | Спортсмены        | Результат | Место |
| ------------ | ----------------- | --------- | ----- |
| 18 км        | Владимир Новак    | 1:32:59   | 14    |
| 18 км        | Антонин Бартонь   | 1:33:39   | 16    |
| 18 км        | Ярослав Файштауэр | 1:37:55   | 20    |
| 18 км        | Ян Цифка          | 1:38:24   | 22    |
| 18 км        | Франтишек Шимунек | 1:39:58   | —     |
| 50 км        | Антонин Бартонь   | 4:52:24   | 10    |
| 50 км        | Владимир Новак    | 4:52:44   | 11    |
| 50 км        | Ярослав Файштауэр | 5:00:19   | 13    |
| 50 км        | Ян Цифка          | 5:01:50   | 14    |

### Прыжки на лыжах с трамплина
Спортсменов — 5
| Спортсмен         | Дисциплина          | 1-й прыжок | 1-й прыжок | 1-й прыжок | 2-й прыжок | 2-й прыжок | 2-й прыжок | Итог  | Итог  |
| Спортсмен         | Дисциплина          | Дистанция  | Очки       | Место      | Дистанция  | Очки       | Место      | Очки  | Место |
| ----------------- | ------------------- | ---------- | ---------- | ---------- | ---------- | ---------- | ---------- | ----- | ----- |
| Антонин Бартонь   | Нормальный трамплин | 47,0       | 88,0       | 23         | 58,0       | 98,1       | 15         | 186,1 | 21    |
| Франтишек Шимунек | Нормальный трамплин | 48,0       | 87,4       | 24         | 55,5       | 95,8       | 18         | 183,2 | 23    |
| Ян Цифка          | Нормальный трамплин | 47,0       | 84,0       | 25         | 51,0       | 88,5       | 25         | 172,5 | 24    |
| Ярослав Файштауэр | Нормальный трамплин | 47,0       | 81,0       | 27         | 41,0       | 82,0       | 28         | 163,0 | 26    |

### Фигурное катание
| Спортсмен      | Соревнование              | CF | FS | Баллы   | Сумма мест | Место |
| -------------- | ------------------------- | -- | -- | ------- | ---------- | ----- |
| Вальтер Лангер | Мужское одиночное катание | 9  | 11 | 1964,30 | 70         | 10    |